# Asbroekerheide
De Asbroekerheide is een bosgebied ten noordwesten van Roggel.
Het bestaat voornamelijk uit naaldbos, dat werd aangeplant op een voormalig heide- en stuifzandgebied. De hoogte van het gebied is ongeveer 30 meter, maar hier en daar is nog enig reliëf aanwezig uit de tijd van het stuifzand. Levend stuifzand is nog te vinden nabij de Kirkelsberg in het uiterste oosten van het gebied. Hier vindt men ook het hoogste punt, dat reikt tot 39,2 meter.
In het gebied vindt men vogels zoals sperwer, groene specht, kleine bonte specht, zwarte specht, boomleeuwerik, koekoek, vuurgoudhaan en kruisbek.
Het gebied is aangewezen als stiltegebied.